# Propaganda czynem

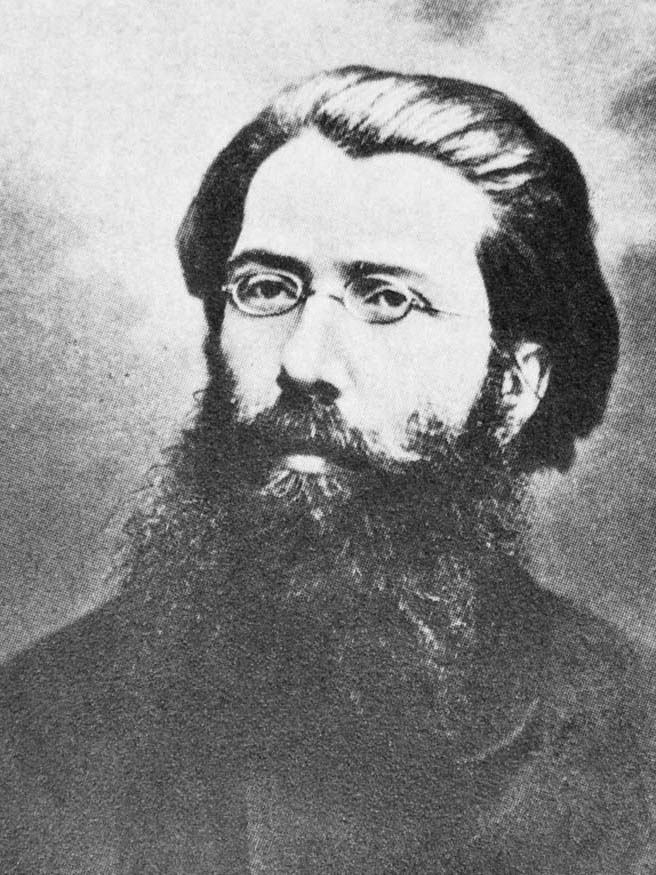
Carlo Cafiero

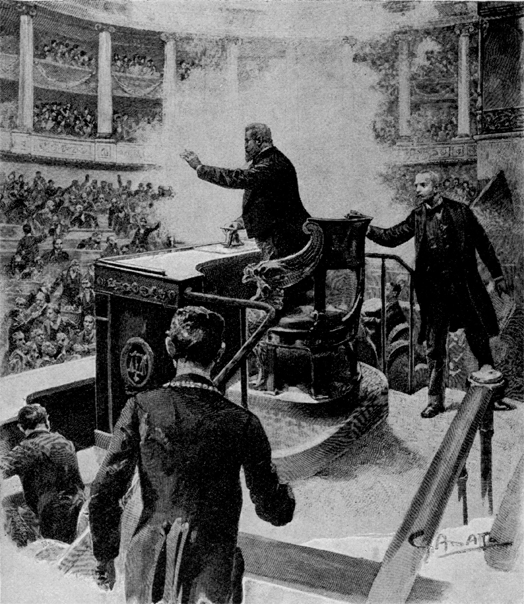
Auguste Vaillant rzuca bombę we francuskim Zgromadzeniu Narodowym, 1893. Zamach ten zaliczany jest do aktów terroryzmu anarchistycznego zainspirowanych propagandą czynem

Propaganda czynem – jedna z taktyk działania funkcjonujących w ruchu anarchistycznym od lat 70. XIX wieku do początku XX stulecia.

## Historia

### Założenia
Rozważania nad większą skutecznością bezpośrednich działań powstańczych i ataków na instytucje państwowe nad propagandą słowną i pisemną w procesie rekrutowania nowych zwolenników anarchizmu były obecne w ruchu co najmniej od początku lat 70. XIX wieku. Autorem pojęcia propaganda czynem był najprawdopodobniej Carlo Pisacane, który twierdził, że: 

propaganda za pomocą idei jest chimerą; kształcenie ludzi – absurdem. Idee rodzą się z czynów, a nie czyny z idei

.
Podobny sens ma wygłoszona trzy lata wcześniej opinia Michaiła Bakunina, który mówił o „głoszeniu zasad poprzez fakty”, oraz koncepcja „propagandy faktów”, jaka w 1873 pojawiał się u Piotra Kropotkina. W tym samym  Paul Brousse twierdził, iż „propagandy rewolucyjnej nie robi się tylko piórem czy słowem”.
W czasie kongresu Międzynarodówki antyautorytarnej w Bernie w październiku 1876 Carlo Cafiero i Errico Malatesta zaprezentowali koncepcję oddziaływania na masy poprzez „propagandę czynem”, definiowaną przez Malatestę jako organizację zbrojnych wystąpień oraz sabotaż. W tym samym roku włoscy anarchiści wydali proklamację, w której akcje bezpośrednie zostały przedstawione jako najskuteczniejsze środki propagandowe w procesie pozyskiwania nowych zwolenników i politycznej edukacji mas. Wiosną roku następnego Malatesta usiłował na czele trzydziestu anarchistów założyć bazę operacyjną w prowincji Campania, w górskim rejonie kojarzonym z działalnością band zbójeckich. Jego grupa zajęła dwie wsie, bezskutecznie usiłując nakłonić ich mieszkańców do przeprowadzenia ekspropriacji i ogłaszając powstanie „republiki społecznej”. Po sześciu dniach przedsięwzięcie anarchistów zostało rozbite przez policję. W związku z poniesioną klęską w roku następnym Andrea Costa, jeden z teoretyków włoskiego anarchizmu, ogłosił rezygnację organizacji z wywoływania za wszelką cenę nowego powstania zbrojnego. Jednak od tego samego roku 1878 zaczęła upowszechniać się taktyka czynu indywidualnego, który miał zastąpić „czyn powstańczy”.
Koncepcja czynu indywidualnego zakładała podjęcie przez świadomego anarchistę działań uderzających bezpośrednio w instytucje współczesnego mu ustroju politycznego, związane z nimi osoby lub obiekty. Bardzo szybko czyn indywidualny stał się tożsamy z dokonaniem aktu terrorystycznego. Wśród czynników, jakie przeważyły o tym fakcie, Daniel Grinberg wymienia upowszechnienie się na zachodzie wiedzy o działalności rosyjskiej Narodnej Woli, fascynację dynamitem i możliwościami jego zastosowania, chęć wyraźnego odróżnienia się od ruchu socjalistycznego oraz niezadowolenie z efektów dotychczasowej działalności prowadzonej tradycyjnymi metodami.

### Praktyka
W 1878 miały miejsce cztery zamachy na władców europejskich: Max Hödel i Eduard Nobiling usiłowali, niezależnie od siebie, zabić Wilhelma I, Juan Oliva Moncassi zorganizował zamach na Alfonsa XII, zaś Giovanni Passannante – na Humberta I. Wydarzenia te skłoniły rządy krajów, gdzie miały miejsce ataki, do represji wymierzonych przeciw anarchistom. Z tego powodu we wrześniu 1880 kolejny zjazd anarchistyczny podjął dyskusję nad skutecznością propagandy czynem. Zjazd poparł w pełni jej założenia i ogłosił jako cel działania „całkowite zniszczenie obecnych instytucji przy użyciu siły”. Stanowisko to potwierdził w roku następnym kongres anarchistów w Londynie. Zgodnie z jego rekomendacją na łamach prasy anarchistycznej zaczęły również pojawiać się materiały mające praktycznie wspierać chętnych do dokonania „czynu indywidualnego” (np. instrukcje przygotowywania bomb, informacje o możliwościach zakupu potrzebnych chemikaliów).
Od 1882 na terytorium Francji, Austro-Węgier, Niemiec i Hiszpanii miał miejsce szereg wystąpień anarchistycznych o charakterze „czynów indywidualnych” (zabójstwa „burżujów”, urzędników państwowych i policjantów, ataki na komisariaty policji). O ile jednak w krajach niemieckojęzycznych fala represji państwowych doprowadziła do 1884 do praktycznego rozbicia organizacji anarchistycznych, zamachy trwały nadal we Francji, Hiszpanii oraz w Stanach Zjednoczonych. Nie jest jednak jasne, ile z nich było dziełem anarchistów, do ilu zaś doszło za sprawą prowokacji policyjnych.
Propaganda czynu nigdy nie została uznana za podstawową formę działania, natomiast nieskuteczność tego typu taktyki sprawiła, iż od końca lat 80. była ona coraz częściej podawana w wątpliwość i odrzucana przez aktywistów anarchistycznych. Na przełomie XIX i XX wieku zdecydowanie wzrosła przy tym liczba zwolenników działania bez przemocy. Nie zmieniało to faktu, iż organizatorzy zamachów, którzy zostali z tego powodu skazani na śmierć i straceni, byli nadal traktowani jako męczennicy ruchu.